# European Journal of Heart Failure
Das European Journal of Heart Failure, abgekürzt Eur. J. Heart Fail., ist eine wissenschaftliche Fachzeitschrift, die vom Wiley-Blackwell-Verlag im Auftrag der European Society of Cardiology veröffentlicht wird. Die Zeitschrift wurde 1999 gegründet und erscheint mit zwölf Ausgaben im Jahr. Es werden Arbeiten veröffentlicht, die sich mit Fragen der Herzinsuffizienz (englisch: heart failure) beschäftigen.
Der Impact Factor lag im Jahr 2014 bei 6,526. Nach der Statistik des ISI Web of Knowledge wird das Journal mit diesem Impact Factor in der Kategorie Herzkreislaufsystem an zehnter Stelle von 123 Zeitschriften geführt.